# Bella vita
Singles de David et Jonathan
Gina
(1987)
Bella vita est une chanson du duo français David et Jonathan. Elle est écrite par Olivier Lanquetin et membre du duo David Marouani, sur une musique de David Marouani. C'est le premier single du duo et sort en 1986. La chanson est par la suite incluse dans le premier et seul album du duo, Cœur de gosse (1988).
La chanson connaît le succès en France, atteignant la deuxième place du Top 50 et devenant un tube de l'été en 1987. Elle est certifiée disque d'or par le Syndicat national de l'édition phonographique pour plus de 500 000 exemplaires vendus.

## Contexte et clip vidéo
En 1985, David Marouani est mis en retenue pendant une heure au lycée Janson-de-Sailly à Paris. Il chantonne alors un air qui est repris par un autre élève, Olivier Lanquetin, retenu comme lui. Il lui écrit des paroles pour accompagner sa mélodie,. David Marouani demande à Olivier Lanquetin de chanter avec lui. Ce dernier étant trop mauvais au chant, il lui propose de rencontrer Jonathan Bermudes, un élève en classe de première qu'il connaît. David et Jonathan se forment par la suite et enregistrent la maquette de Bella vita,,. Elle est remarquée par le producteur Pascal Auriat en 1986 et sort en single la même année, mais obtient le succès à partir de mai 1987,. Les couplets sont chantés alternativement en italien et en anglais, tandis que le refrain est uniquement en italien. 
Le clip qui accompagne la chanson a été tourné sur les plages d'Antibes, dans les Alpes-Maritimes,.

## Réception

### Accueil critique
Un article paru dans le magazine musical paneuropéen Music & Media présente Bella vita comme une « ballade pop lente et saccharinée du duo » et souligne son grand succès en France.

### Accueil commercial
En France, Bella vita entre à la 41e place du Top 50 le 30 mai 1987, est entré dans le top 10 à sa quatrième semaine où il est resté quinze semaines ; il atteint la deuxième place pendant deux semaines non consécutives, ne parvenant pas à détrôner d'abord La Isla Bonita de Madonna, puis Joe le taxi de Vanessa Paradis. Il quitte le Top 50 après 24 semaines de présence. Le single obtient un disque d'or, décerné par le Syndicat national de l'édition phonographique. Dans le classement European Hot 100 Singles, il débute à la 59e place le 13 juin 1987, atteignant la 20e place pendant deux semaines consécutives et sortant du classement après 22 semaines de présence au total.

## Liste des titres
| A. | Bella vita  | 4:10 |
| B. | In My Heart | 3:47 |

| A. | Bella vita        | 4:10 |
| B. | Prénoms bibliques | 3:24 |

## Crédits
- David Marouani – chant, composition
- Jonathan Bermudes – chant
- Olivier Lanquetin – paroles
- Pascal Auriat – production
- Bernard Estardy – arrangements
- François Gaillard – photographie

Enregistrement au Studio CBE à Paris.

## Classements et certifications
| Classement (1987)                      | Meilleure position |
| -------------------------------------- | ------------------ |
| Belgique (Flandre Ultratop 50 Singles) | 31                 |
| Europe (European Hot 100)              | 20                 |
| France (SNEP)                          | 2                  |

| Classement (1987)         | Position |
| ------------------------- | -------- |
| Europe (European Hot 100) | 46       |
| France (SNEP)             | 7        |

### Certification
| Pays                                                             | Certification | Ventes certifiées |
| ---------------------------------------------------------------- | ------------- | ----------------- |
| France (SNEP)                                                    | Or            | 500 000*          |
| *Ventes selon la certification xNon précisé par la certification |               |                   |

## Historique de sortie
| Région  | Date | Format                     | Label         |
| ------- | ---- | -------------------------- | ------------- |
| France  | 1986 | - 45 tours - maxi 45 tours | Sefra         |
| Benelux | 1986 | 45 tours                   | Ariola        |
| Italie  | 1986 | 45 tours                   | CGD           |
| Canada  | 1988 | 45 tours                   | Charles Talar |